# Tina Kaidanow
Tina Kaidanow   (1965 - 16 d'octubre de 2024) va ser una diplomàtica estatunidenca que ocupà interinament el càrrec de subsecretària d'Estat per a Assumptes Politicomilitars.

## Biografia
Kaidanow va obtenir un Bachelor of Arts, un Master of Arts per la Universitat de Pennsilvània i un màster en ciències polítiques per la Universitat de Colúmbia, així com un certificat en estudis russos de l'Institut Harriman de la mateixa universitat.
Kaidanow era membre de carrera del Servei Exterior dels Estats Units. Va ser assignada a Belgrad (1995-1997), Skopje (1998-1999), Sarajevo (1997-1998 i 2003-2006) i Kabul (2012-2013) al Consell de Seguretat Nacional i a l'Oficina d'Afers d'Europa i Euràsia (2009-2011). En el Consell de Seguretat Nacional, Kaidanow va ocupar el càrrec de directora d'Afers Europeus del Sud-est.
A Skopje, des de 1998 a 1999, Kaidano va ser assessora especial de l'ambaixador dels Estats Units a Macedònia, Christopher R. Hill. Més endavant es va convertir en la ministra-consellera de l'ambaixada dels EUA a Sarajevo (2003-2006). El 2006, Kaidanow es va convertir en l'encarregada de negocis de l'oficina dels EUA a Pristina. El 2008, la República de Kosovo va declarar la seva independència de Sèrbia, i posteriorment va ser reconegut pels Estats Units. Llavors es va obrir la nova ambaixada dels EUA a Pristina, amb Kaidanow com a primera ambaixadora dels Estats Units a Kosovo.
Des d'agost de 2009 a juny de 2011, Kaidanow va servir com a subsecretària adjunta d'Estat per a Assumptes d'Europa i Euràsia, i després es va exercir com a secretària principal adjunt de l'oficina fins a 2012. Des de setembre 2012 fins a octubre de 2013, Kaidanow va ser ministra-consellera de l'ambaixada dels EUA a Kabul. Kaidanow va ser coordinadora de Contraterrorisme entre febrer de 2014 i febrer de 2016. El febrer de 2016 es va traslladar a l'Oficina d'Afers Politicomilitars com a subsecretària principal adjunta.